# Санта-Лусия (река)
Санта-Лусия (исп. Rio Santa Lucia) — река в республике Уругвай.

## География
Река Санта-Лусия берёт начало на возвышенности в департаменте Лавальеха близ города Минас, течёт с северо-востока на юго-запад, образуя границу между департаментами Флорида и Канелонес, затем поворачивает на юг, образуя границу между департаментами Канелонес и Сан-Хосе. В своём устье разделяет департаменты Сан-Хосе и Монтевидео. При впадении в Ла-Плату образует небольшую дельту возле Дельта-дель-Тигре.
Река Санта-Лусия является самой крупной рекой на юге страны, её длина составляет 230 км, а бассейн занимает площадь около 13500 км². Основные притоки — Санта-Лусия-Чико и Сан-Хосе, всего в реку впадает около 200 малых рек и более 1000 ручьёв. Воды реки используются для водоснабжения Монтевидео.